# Castello di Salvaterra (Casalgrande)
Das Castello di Salvaterra ist eine hochmittelalterliche Burg in Salvaterra, einem Ortsteil von Casalgrande in der italienischen Region Emilia-Romagna.

## Geschichte und Beschreibung
Die Burg stammt aus der Zeit um das Jahr 1000 und beherbergte im Jahre 1209 den römisch-deutschen Kaiser Otto IV. auf seiner Reise nach Rom, wo ihn Papst Innocenz III. am 4. Oktober dieses Jahres zum Kaiser des Heiligen Römischen Reiches krönte.
Das Castello di Salvaterra wurde mehrere Male in Schlachten zerstört und danach wieder aufgebaut, ob 1376 von Guido da Fogliano oder 1409, als es in das Eigentum der D’Estes überging. Mit den Jahren wurden etliche strukturelle Veränderungen angebracht, nicht alle dem originalen Stil entsprechend und ohne Rücksicht auf Charakteristiken, die es bis zum Ende des 19. Jahrhunderts gleichwertig mit den Befestigungen der benachbarten Dörfer sah.
Dennoch zeigt die Burg Teile von architektonischem Interesse wie den vorderen Teil, der besser erhalten ist und das Eingangsportal enthält, über dem sich ein kleines Türmchen erhebt, wo man auch heute noch die Schlitze für die Befestigung der Zugbrücke gut erkennen kann. Eine Reihe von kleinen Zinnen krönt den gesamten vorderen Teil des Gebäudes.

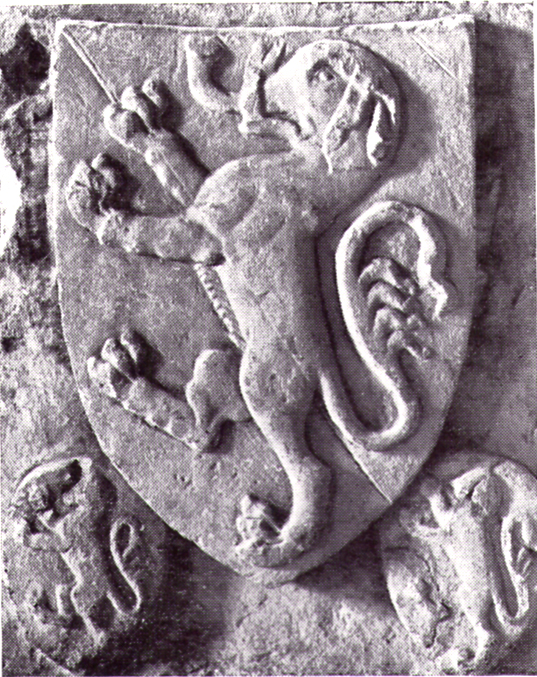
Wappen der Familie "Della Sala" von Salvaterra

Das Wappen von Salvaterra ist das Wappen der Familie, die das Dorf von 1414 bis 1444 beherrschte, der Della Salas.
Als im Jahre 1444 Alberto, der einzige verbliebene Repräsentant der Familie Della Sala starb, fielen alle ihre Lehen in die Hände des Schwiegersohns Francesco da Landriano und später an den Markgrafen Leonello d’Este und an Borso, seinen Bruder. Letzterer überließ 1449 das gesamte Lehen Feltrino Boiardo, dem Grafen von Scandiano.
In alten Dokumenten kann man lesen, dass die Stelle, an der das Wappen auf der Burg angebracht ist, im ersten Obergeschoss des Türmchens, den Ort angebe, wo Alberto della Sala begraben sei, und auch die Existenz seines Grabes sei angegeben. Heute ist das Wappen im Inneren der Kirche unter der Orgelempore angebracht.
Von 1693 bis 1695 musste Salvaterra die deutschen Truppen aufnehmen, die in Italien an der Seite des Herzogs D’Este kämpften. Im Staatsarchiv von Reggio nell’Emilia existiert ein Papier aus dem Jahre 1698, in dem steht:

“... avendo i tedeschi d’alloggio nel capoluogo trovato il pane di cattiva qualità, n’avevano mandato una mostra al Governatore ingiungendogli d’accertarsi se eguale era quello che si faceva a Salvaterra e ad Arceto, se ciò fosse, inprigionassero i due fornai" (dt.: „(...) da die deutschen Truppen, die im Hauptort wohnten, das Brot von minderer Qualität befanden, zeigten sie dies dem Gouverneur an und forderten ihn auf, sich zu vergewissern, ob das in Salvaterra und in Arceto hergestellte Brot dasselbe sei und, wenn dies so sei, die beiden Bäcker zu verhaften.“)

1712, als der Lehensherr der Fürst Foresto d’Este war, trennte sich Salvaterra von Arceto, gehörte bis 1860 zu Scandiano und wurde dann zu einem Ortsteil der wiederhergestellten Gemeinde Boglioni.
1715, genauer am 16. August dieses Jahres, setzte der Fürst Foresto d’Este als unwiderruflicher Schiedsrichter des Grafen Francesco Fontana die Grenzen zwischen Arceto und Salvaterra, die seit drei Jahren getrennt waren, fest.
Nach einer Schätzung von Ludovico Ricci zählte Salvaterra in diesen Jahren eine Bevölkerung von 560 Einwohnern, die alle um die Kreuzung der Via San Lorenzo und der Straße von Arceto nach Secchia wohnten, mit einigen Ausnahmen von Bauern in der Gegend von Cerreto und in der Nähe der Grenze zwischen Dinazzano und Villalunga.